# Comté de Campbell (Dakota du Sud)
Pour les articles homonymes, voir Comté de Campbell.
Le comté de Campbell est un comté situé dans l'État du Dakota du Sud, aux États-Unis. En 2010, sa population est de 1 466 habitants. Son siège est Mound City.

## Histoire
Créé en 1873 à partir du comté de Bon Homme, le comté est nommé en l'honneur de Norman B. Campbell, membre de la législature du territoire du Dakota.

## Villes du comté
- Cities : 
  - Herreid

- Towns :
  - Artas
  - Mound City
  - Pollock

## Démographie
Selon l'American Community Survey, en 2010, 91,81 % de la population âgée de plus de 5 ans déclare parler l'anglais à la maison, 7,89 % l'allemand et 0,29 % une autre langue.
| 1880 | 1890  | 1900  | 1910  | 1920  | 1930  |
| ---- | ----- | ----- | ----- | ----- | ----- |
| 50   | 3 510 | 4 527 | 5 244 | 5 305 | 5 629 |

| 1940  | 1950  | 1960  | 1970  | 1980  | 1990  |
| ----- | ----- | ----- | ----- | ----- | ----- |
| 5 033 | 4 046 | 3 531 | 2 866 | 2 243 | 1 965 |

| 2000  | 2010  | - | - | - | - |
| ----- | ----- | - | - | - | - |
| 1 782 | 1 466 | - | - | - | - |